# Pont Cassé
Pont Cassé ist mit nur 702 Einwohnern die kleinste Gemeinde des Inselstaates Dominica. Pont Cassé liegt im Inneren der Insel im Parish Saint Paul. Die Gemeinde liegt auf dem Meeresspiegel. Von 1991 bis 2006 stieg die Bevölkerung um nur 2 Einwohner.